# Vila Progresso (Niterói)
Vila Progresso é um bairro localizado no município de Niterói, no estado do Rio de Janeiro. Está situado na região de Pendotiba e é cortado pela Serra Grande, onde as altitudes variam até 300 metros.

## História

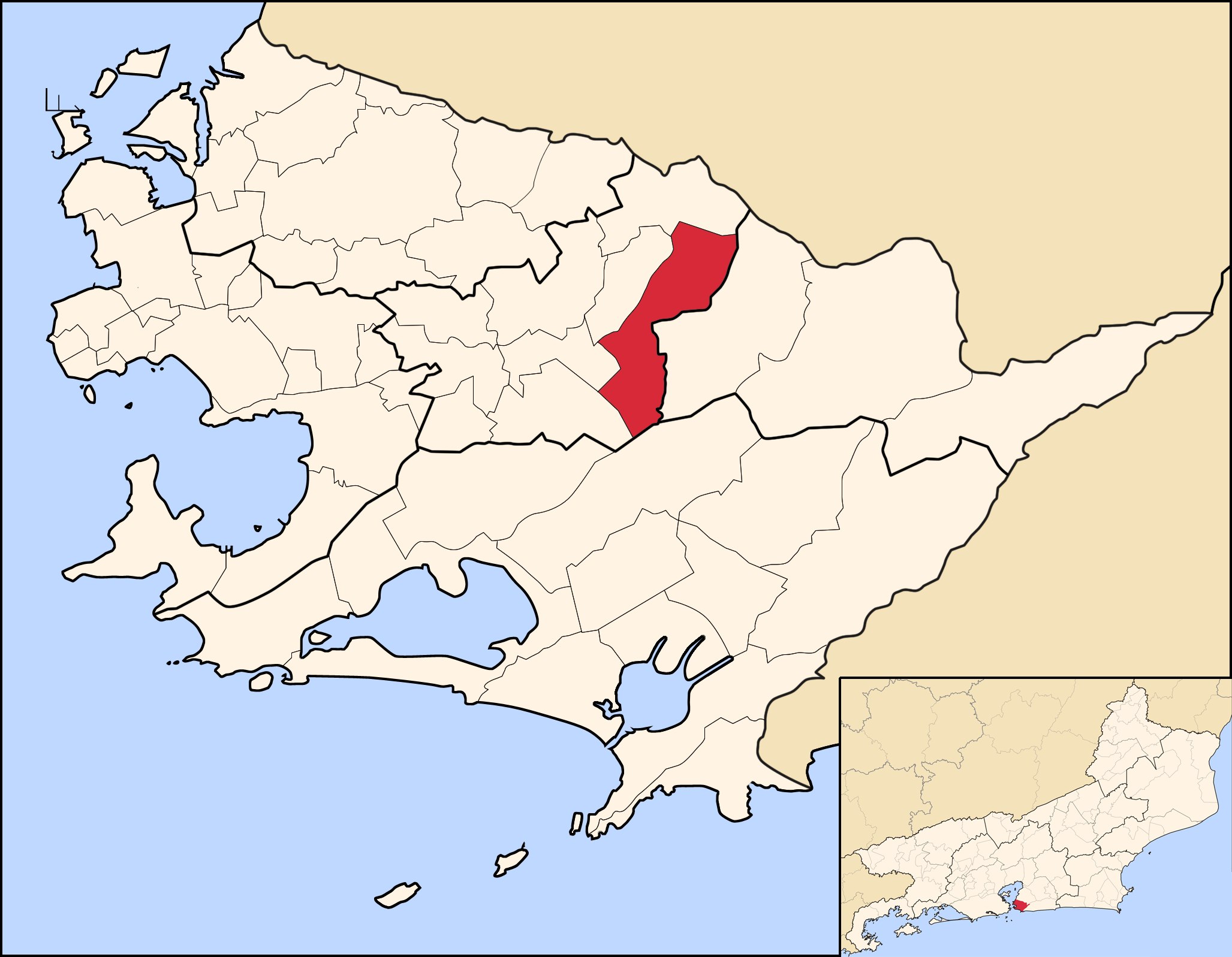
Localização do bairro da Vila Progresso no município de Niterói.

O bairro foi originado de uma fazenda, pertencente a ingleses, que ali se estabeleceram ainda no século passado. No início deste século, por volta de 1920, a fazenda foi desmembrada e o loteamento daí surgido recebeu o nome de Vila Progresso, cujo empreendimento foi realizado por uma construtora com vários sócios.
As localidades de Grota Funda, Coração da Pedra e Açude fazem parte da Vila Progresso. Na Grota Funda, localizada no sopé da Serra Grande, encontramos jazidas minerais de quartzo e feldspato, numa área com vegetação bastante preservada, drenada por pequenos rios. No Coração da Pedra localiza-se a casa que pertenceu a Getúlio Vargas e que era usada para lazer nos finais de semana. O açude, ainda presente no local, localiza-se em propriedade particular.
No bairro localizava-se uma rinha de galos cuja freqüência era intensa em dias de função e que atraía aficionados de toda a região. Do loteamento original, um terreno foi cedido para criação de uma cooperativa de moradores, com finalidade de abastecimento de alimentos à preços subsidiados. Neste terreno, atualmente, encontra-se instalado o posto da Polícia Militar do bairro.

## Dados demográficos
- Área: 3,51 km2

- População: 3.751 habitantes, sendo a população composta de 51.75% de mulheres e 48.25% de homens (IBGE 2000).[2]